# David Edwards (Fußballspieler, 1986)
David Alexander Edwards (* 3. Februar 1986 in Shrewsbury) ist ein walisischer Fußballspieler. Im zentralen Mittelfeld ist der ehemalige walisische Nationalspieler seit Januar 2019 fester Bestandteil in der Mannschaft seines Jugendvereins Shrewsbury Town.

## Sportlicher Werdegang

### Vereine
Edwards wurde in seiner Heimatstadt bei Shrewsbury Town fußballerisch ausgebildet und kam am 3. Mai 2003 – ein Monat nach seinem 17. Geburtstag – als Einwechselspieler gegen Scunthorpe United (1:2) zu seinem Einstand; das Debüt in der viertklassigen Football League Two war das letzte Heimspiel vor dem Abstieg in die fünftklassige Football Conference. In der anschließenden Spielzeit blieb der Neuling weitgehend unberücksichtigt, kam aber in der Rückrunde, die letztlich die Rückkehr in die Football League ermöglichte, immer öfter zum Zuge. In den folgenden drei Jahren bis 2007 war Edwards Stammspieler bei den „Shrews“.
Gegen Ende der Saison 2006/07 weigerte sich Edwards, den Vertrag in Shrewsbury zu verlängern und liebäugelte vielmehr mit einem Transfer zu Luton Town. Am 26. Juni 2007 unterschrieb er einen Dreijahresvertrag bei den „Hatters“, aber da Edwards zu diesem Zeitpunkt noch keine 24 Jahre alt war, bestand sein alter Verein auf einer Kompensationszahlung, die die Kosten seiner Ausbildung abdecken sollte. Der fällige Betrag wurde letztlich bei einer neutralen Vermittlungsstelle festgelegt, wobei beide Parteien unterschiedliche Angaben hinsichtlich der Höhe machten; Luton Town gab 250.000 Pfund an, die nach Angaben von Shrewsbury Town aber lediglich die Basiszahlung darstellten, sich prinzipiell aber noch um 150.000 Pfund (je nach Einsatzzahl) erhöhen konnten. In sportlicher Hinsicht fand Edwards beim Drittligisten kein Glück. Der finanziell klamme Klub war dringend auf Geld angewiesen und nach lediglich 19 Ligaeinsätzen verließ Edwards Luton Town für 675.000 Pfund wieder in Richtung des Zweitligisten Wolverhampton Wanderers. Dort unterschrieb er am 16. Januar 2008 einen Kontrakt, den er im Juni 2009 vorzeitig bis zum Ende der Saison 2011/12 verlängerte.
Bereits bei seinem ersten Einsatz für die „Wolves“ steuerte Edwards am 18. Januar 2008 einen Treffer zum 2:0-Sieg bei, wobei sein „Debütgegner“ ein weiteres Mal Scunthorpe United war. Der endgültige Durchbruch über den Status eines „Ergänzungsspielers“ hinaus gelang ihm jedoch nicht, wofür gegen Ende der Saison 2008/09 auch Verletzungen mitverantwortlich waren. In der Aufstiegssaison 2008/09 kam Edwards zwar auf 44 Einsätze, dazu zählen aber auch 21 Einwechselungen. An der Seite von Karl Henry bevorzugte Trainer Mick McCarthy zumeist die Neuverpflichtung David Jones in zentralen Mittelfeld. In der Saison 2011/12 stieg er mit den „Wolves“  wieder ab und in der folgenden Saison sogar  in die dritte Liga. Die Drittligasaison  2013/14 beendeten sie aber als Meister, wozu er mit neun Toren in 30 Spielen beitrug. In der Saison 2014/15 verpassten sie als Siebte knapp die Aufstiegsplayoffs. In der folgenden Saison hatten sie als Vierzehnte weder mit dem Aufstieg noch dem Abstieg etwas zu tun.

### Nationalmannschaften
Trotz seiner Zugehörigkeit zu einem nur viertklassigen Verein konnte er sich dauerhaft in der walisischen U-21-Nationalmannschaft – Edwards’ Eltern sind walisischer Abstammung – etablieren. Sein erstes Spiel fand am 16. Mai 2006 gegen Zypern statt, nachdem er bereits knapp drei Monate zuvor für ein Freundschaftsspiel gegen Nordirland nominiert worden war.
Im September 2007 wurde er erstmals zur A-Nationalmannschaft eingeladen, saß beim Qualifikationsspiel zur Euro 2008 gegen die Slowakei aber nur auf der Bank. Sein erstes Länderspiel war das EM-Qualifikationsspiel gegen Irland am 17. November 2007, bei dem er bereits in der 37. Minute eingewechselt wurde. In den nächsten 27 Spielen kam er zu 21 Einsätzen und fehlte dabei nur zweimal in Folge verletzungsbedingt. In dieser Zeit erzielte er auch sein erstes Länderspieltor am 11. Oktober 2008 beim 2:0-Sieg anlässlich eines Qualifikationsspiels zur WM 2010 gegen Liechtenstein. Am 6. Juni 2009 gelang ihm in der WM-Qualifikation gegen Aserbaidschan der 1:0-Siegtreffer. Nach seinem 22. Spiel musste er auf Grund einer Rückenverletzung ein Jahr auf sein nächstes Länderspiel warten, am 12. November 2011 wurde er gegen Norwegen in der 90. Minute nach einem Jahr wieder eingewechselt. Nach drei Kurzeinsätzen in den nächsten vier Spielen, folgte eine weitere Pause von diesmal zwei Jahren, in der er nur zweimal auf der Bank saß. Am 13. Oktober 2014 wurde er dann wieder einmal für die letzte halbe Stunde des  EM-Qualifikationsspiels gegen Zypern eingewechselt. Er kam in vier weiteren Qualifikationsspielen zum Einsatz, dabei am 13. Oktober im letzten Spiel gegen Andorra nach 22 Minuten für den verletzten Hal Robson-Kanu, musste aber zur zweiten Halbzeit für Debütant Tom Lawrence Platz machen.
Für die Fußball-Europameisterschaft 2016 in Frankreich wurde er in das Aufgebot von Wales aufgenommen. Beim 2:1-Auftaktsieg gegen die Slowakei stand er in der Startaufstellung, wurde aber nach 69 Minuten ausgewechselt, im zweiten Spiel gegen England wurde er erst in der 67. Minute beim Stand von 1:1 eingewechselt, musste mit seiner Mannschaft in der Nachspielzeit aber noch ein Gegentor hinnehmen. Auch im dritten Gruppenspiel gegen Russland war er Einwechselspieler. Das Team erreichte die K.-o.-Spiele und schaffte es als EM-Neuling bis ins Halbfinale, Edwards kam aber in diesen Partien nicht mehr zum Einsatz.